# Esquirol llistat de De Winton
L'esquirol llistat de De Winton (Funisciurus substriatus) és una espècie de rosegador de la família dels esciúrids. Viu a Benín, Burkina Faso, Ghana, el Níger i Togo. No se sap gaire cosa sobre el seu comportament i la seva història natural. Els seus hàbitats naturals són les sabanes i els boscos secs, incloent-hi els boscos de galeria. Es desconeix si hi ha cap amenaça significativa per a la supervivència d'aquesta espècie.